# Scottish Cup 2008-2009
La Scottish Cup 2008-09 è stata la 124ª edizione del torneo. È iniziata il 27 settembre 2008 e si è conclusa il 30 maggio 2009. Il Rangers ha vinto il trofeo.

## Formula del torneo
| Turno                     | Numero di incontri | Squadre | Entrano a questo turno                                                        |
| ------------------------- | ------------------ | ------- | ----------------------------------------------------------------------------- |
| Primo turno preliminare   | 18                 | 82 → 64 | 34 squadre dei campionati semipro minori                                      |
| Secondo turno preliminare | 16                 | 64 → 48 | 10 squadre di Scottish Third Division 5 squadre dei campionati semipro minori |
| Terzo turno               | 16                 | 48 → 32 | 6 squadre di Scottish First Division 10 squadre di Scottish Second Division   |
| Quarto turno              | 16                 | 32 → 16 | 12 squadre di Scottish Premier League 4 squadre di Scottish First Division    |
| Ottavi di finale          | 8                  | 16 → 8  | -                                                                             |
| Quarti di finale          | 4                  | 8 → 4   | -                                                                             |
| Semifinali                | 2                  | 4 → 2   | -                                                                             |
| Finale                    | 1                  | 2 → 1   | -                                                                             |

## Primo turno
| Squadra 1              | Risultato | Squadra 2               |
| ---------------------- | --------- | ----------------------- |
| 27 settembre 2008      |           |                         |
| Banks O'Dee            | 10 - 0    | Fort William            |
| Clachnacuddin          | 4 - 0     | Burntisland Shipyard    |
| Dalbeattie Star        | 5 - 1     | Lossiemouth             |
| Edinburgh              | 2 - 0     | Nairn County            |
| Edinburgh University   | 1 - 2     | Civil Service Strollers |
| Fraserburgh            | 6 - 3     | Hawick Royal Albert     |
| Glasgow University     | 0 - 1     | Vale of Leithen         |
| Golspie Sutherland     | 0 - 3     | Threave Rovers          |
| Huntly                 | 1 - 0     | Girvan                  |
| Inverurie Loco Works   | 5 - 2     | Deveronvale             |
| Lochee Utd             | 3 - 1     | Bathgate Thistle        |
| Newton Stewart         | 1 - 1     | Brora Rangers           |
| Pollok                 | 1 - 1     | Spartans                |
| Preston Athletic       | 3 - 1     | Gala Fairydean          |
| Rothes                 | 1 - 4     | Buckie Thistle          |
| Selkirk                | 1 - 1     | Coldstream              |
| St. Cuthbert Wanderers | 0 - 3     | Wick Academy            |
| Wigtown & Bladnoch     | 2 - 2     | Forres Mechanics        |

### Replay
| Squadra 1        | Risultato       | Squadra 2          |
| ---------------- | --------------- | ------------------ |
| 4 ottobre 2008   |                 |                    |
| Brora Rangers    | 2 - 1 (dts)     | Newton Stewart     |
| Coldstream       | 2 - 2 (4-5 dcr) | Selkirk            |
| Forres Mechanics | 2 - 0           | Wigtown & Bladnoch |
| Spartans         | 1 - 0           | Pollok             |

## Secondo turno
| Squadra 1               | Risultato | Squadra 2         |
| ----------------------- | --------- | ----------------- |
| 25 ottobre 2008         |           |                   |
| Berwick Rangers         | 1 - 2     | Albion Rovers     |
| Brora Rangers           | 1 - 3     | Forfar Athletic   |
| Clachnacuddin           | 1 - 0     | Crichton          |
| Cove Rangers            | 1 - 0     | Whitehill Welfare |
| Cowdenbeath             | 1 - 2     | Elgin City        |
| Dalbeattie Star         | 6 - 0     | Selkirk           |
| Edinburgh               | 0 - 0     | Wick Academy      |
| Forres Mechanics        | 1 - 1     | Keith             |
| Fraserburgh             | 0 - 1     | Dumbarton         |
| Inverurie Loco Works    | 5 - 1     | Banks O'Dee       |
| Lochee Utd              | 3 - 0     | Buckie Thistle    |
| Montrose                | 2 - 0     | Huntly            |
| Stenhousemuir           | 5 - 0     | Threave Rovers    |
| 26 ottobre 2008         |           |                   |
| East Stirlingshire      | 4 - 2     | Preston Athletic  |
| 1 novembre 2008         |           |                   |
| Annan Athletic          | 1 - 2     | Spartans          |
| Civil Service Strollers | 0 - 1     | Vale of Leithen   |

### Replay
| Squadra 1       | Risultato       | Squadra 2        |
| --------------- | --------------- | ---------------- |
| 1 novembre 2008 |                 |                  |
| Keith           | 1 - 1 (1-4 dcr) | Forres Mechanics |
| Wick Academy    | 1 - 4           | Edinburgh        |

## Terzo turno
| Squadra 1            | Risultato | Squadra 2       |
| -------------------- | --------- | --------------- |
| 29 novembre 2008     |           |                 |
| Airdrie Utd          | 3 - 0     | Cove Rangers    |
| Albion Rovers        | 1 - 2     | Queen's Park    |
| Clachnacuddin        | 0 - 5     | Stenhousemuir   |
| Clyde                | 2 - 0     | Montrose        |
| East Fife            | 2 - 0     | Arbroath        |
| East Stirlingshire   | 2 - 1     | Livingston      |
| Peterhead            | 2 - 1     | Greenock Morton |
| Raith Rovers         | 0 - 0     | Alloa Athletic  |
| Ross County          | 2 - 2     | Dumbarton       |
| Stirling Albion      | 2 - 3     | Partick Thistle |
| 6 dicembre 2008      |           |                 |
| Forres Mechanics     | 2 - 2     | Dalbeattie Star |
| 8 dicembre 2008      |           |                 |
| Edinburgh            | 0 - 3     | Brechin City    |
| 13 dicembre 2008     |           |                 |
| Inverurie Loco Works | 4 - 0     | Vale of Leithen |
| 15 dicembre 2008     |           |                 |
| Elgin City           | 2 - 0     | Spartans        |
| Forfar Athletic      | 1 - 1     | Stranraer       |
| 17 dicembre 2008     |           |                 |
| Lochee Utd           | 1 - 1     | Ayr Utd         |

### Replay
| Squadra 1        | Risultato  | Squadra 2        |
| ---------------- | ---------- | ---------------- |
| 9 dicembre 2008  |            |                  |
| Alloa Athletic   | 2 - 1      | Raith Rovers     |
| 15 dicembre 2008 |            |                  |
| Dalbeattie Star  | 2 - 4(dts) | Forres Mechanics |
| Dumbarton        | 1 - 2      | Ross County      |
| 23 dicembre 2008 |            |                  |
| Ayr Utd          | 3 - 1      | Lochee Utd       |

## Quarto turno
| Squadra 1            | Risultato | Squadra 2           |
| -------------------- | --------- | ------------------- |
| 10 gennaio 2009      |           |                     |
| Airdrie Utd          | 2 - 1     | Spartans            |
| Alloa Athletic       | 1 - 2     | Aberdeen            |
| Ayr Utd              | 2 - 2     | Kilmarnock          |
| Celtic               | 2 - 1     | Dundee              |
| Dunfermline          | 2 - 0     | Clyde               |
| Falkirk              | 4 - 2     | Queen of the South  |
| Inverness            | 3 - 0     | Partick Thistle     |
| Peterhead            | 2 - 2     | Queen's Park        |
| Ross County          | 0 - 1     | Hamilton Academical |
| Stenhousemuir        | 0 - 1     | East Fife           |
| 11 gennaio 2009      |           |                     |
| Hibernian            | 0 - 2     | Hearts              |
| East Stirlingshire   | 0 - 4     | Dundee Utd          |
| 13 gennaio 2009      |           |                     |
| Brechin City         | 1 - 3     | St. Mirren          |
| Forfar Athletic      | 6 - 1     | Forres Mechanics    |
| St. Johnstone        | 0 - 2     | Rangers             |
| 2 febbraio 2009      |           |                     |
| Inverurie Loco Works | 0 - 3     | Motherwell          |

### Replay
| Squadra 1       | Risultato | Squadra 2 |
| --------------- | --------- | --------- |
| 20 gennaio 2009 |           |           |
| Queen's Park    | 1 - 0     | Peterhead |
| 22 gennaio 2009 |           |           |
| Kilmarnock      | 3 - 1     | Ayr Utd   |

## Ottavi di finale
| Squadra 1           | Risultato | Squadra 2    |
| ------------------- | --------- | ------------ |
| 7 febbraio 2009     |           |              |
| Celtic              | 2 - 1     | Queen's Park |
| Hamilton Academical | 2 - 1     | Dundee Utd   |
| Hearts              | 0 - 1     | Falkirk      |
| Inverness           | 2 - 0     | Kilmarnock   |
| Motherwell          | 1 - 1     | St. Mirren   |
| 17 febbraio 2009    |           |              |
| Aberdeen            | 5 - 0     | East Fife    |
| Airdrie Utd         | 1 - 2     | Dunfermline  |
| 18 febbraio 2009    |           |              |
| Forfar Athletic     | 0 - 4     | Rangers      |

### Replay
| Squadra 1        | Risultato | Squadra 2  |
| ---------------- | --------- | ---------- |
| 19 febbraio 2009 |           |            |
| St. Mirren       | 1 - 0     | Motherwell |

## Quarti di finale
| Squadra 1    | Risultato | Squadra 2           |
| ------------ | --------- | ------------------- |
| 7 marzo 2009 |           |                     |
| St. Mirren   | 1 - 0     | Celtic              |
| Dunfermline  | 1 - 1     | Aberdeen            |
| Inverness    | 0 - 1     | Falkirk             |
| 8 marzo 2009 |           |                     |
| Rangers      | 5 - 1     | Hamilton Academical |

### Replay
| Squadra 1        | Risultato      | Squadra 2   |
| ---------------- | -------------- | ----------- |
| 19 febbraio 2009 |                |             |
| Aberdeen         | 0 - 0(2-4 dcr) | Dunfermline |

## Semifinali
| Squadra 1      | Risultato | Squadra 2   |
| -------------- | --------- | ----------- |
| 25 aprile 2009 |           |             |
| Rangers        | 3 - 0     | St. Mirren  |
| 26 aprile 2009 |           |             |
| Falkirk        | 1 - 1     | Dunfermline |

## Finale
| Arbitro: | Craig Thomson |

|          |           |  |
| 61’ Novo | Marcatori |  |